# Бурдуны
Бурдуны́ — улус в Кяхтинском районе Бурятии. Входит в сельское поселение «Усть-Киранское».

## География
Расположен в 20 км к северо-востоку от районного центра, города Кяхта, и в 15 км к западу от центра сельского поселения — села Усть-Киран. В 5 км к юго-западу от улуса — съезд на региональную автодорогу Р441 Мухоршибирь — Бичура — Кяхта.

## Население
| 2002 | 2010 |
| ---- | ---- |
| 101  | ↗128 |

## Известные люди
Доржитаров, Сергей Александрович — российский бурятский самбист, мастер спорта международного класса, двукратный чемпион мира по боевому самбо, чемпион Европы и России по боевому самбо.

## Объекты поселения
- Военный полигон Бурдуны[4]